# Kraftwerk Palü
Das Kraftwerk Palü  ist ein Speicherkraftwerk in der Schweiz. Es befindet sich im Kanton Graubünden in der Talschaft Puschlav, auf der Südseite des Berninapasses auf dem Gebiet der Gemeinde Poschiavo. Die Anlage ist im Besitz des Energieversorgers Repower.

## Geschichte
Nachdem von 1910 bis 1911 die beiden Staumauern am Lago Bianco erbaut worden waren, floss das Wasser anfänglich von der Südmauer durch den natürlichen Bachlauf zu dem im Talboden gelegenen Kraftwerk Robbia. Dabei blieben aber gut 500 m Gefälle ungenutzt, bis 1927 die beiden Kraftwerksstufen Palü und Cavaglia fertiggestellt wurden. Seither wird das Wasser über Stollen und Druckrohrleitungen dem 280 m tiefer gelegenen Kraftwerk Palü zugeführt. Der Lago Palü dient mit einem Nutzinhalt von rund 150'000 m³ als Tagesspeicher.

## Technik
Die Pelton- und die Francis-Turbine der auf einer Höhe von 1954 m ü. M. gelegenen Anlage besitzen zusammen eine installierte Leistung von 10 MW. Bei einer Fallhöhe von 238 Metern werden jährlich 12,1 GWh Strom produziert.
Die von Repower seit 2002 regelmässig angebotenen Führungen durch die Kraftwerke Palü und Cavaglia schliessen auch eine Fahrt mit der Stollenbahn ein. Dabei handelt es sich um eine 800 Meter lange Standseilbahn, welche die beiden Kraftwerke miteinander verbindet. Sie besitzt eine Spurweite von 600 mm und bewältigt bei einer Maximalneigung von 71 % einen Höhenunterschied von 248 Metern.